# انرژی مکانیکی
انرژی مکانیکی مجموع انرژی پتانسیل و  انرژی جنبشی است و مجموع مقادیر انرژی ثابت است و آن انرژی نه خود به خود به وجود می‌آید و نه خود به خود از بین می‌رود.
در علوم فیزیکی، انرژی مکانیکی حاصل جمع انرژی پتانسیل و انرژی جنبشی است.  اصل بقای انرژی مکانیکی بیان می کند که اگر یک سیستم ایزوله فقط تحت تأثیر نیروهای محافظه کار باشد، انرژی مکانیکی ثابت است.

## مفهوم انرژی مکانیکی
در فیزیک، انرژی مکانیکی (Mechanical Energy) انرژی مرتبط با حرکت و موقعیت یک جسم است که معمولاً در برخی از میدان‌ها (مثلاً میدان گرانشی) است. انرژی مکانیکی (و همچنین انرژی حرارتی) را می‌توان به دو دسته تقسیم کرد، گذرا و ذخیره شده، انرژی گذرا انرژی ره شده در یکی از دو شکل وجود دارد: جنبشی یا پتانسیل.
{\displaystyle E_{mechanical}=U+K}
انرژی مکانیکی یک کمیت نرده‌ای یا اسکالر است و هنگامی  پایستگی انرژی مکانیکی برقرار می‌شود که از نیروهای اتلافی مانند نیروی مقاومت هوا و اصطکاک صرف نظر کنیم. انرژی مکانیکی به یکی از انواع متمایز انرژی نسبت به دیگر انواع انرژی مثل انرژی الکترومغناطیسی، هسته‌ای ،اتمی یا شیمیایی است؛ که همیشه با مکان حرکت یا حرکت ماده یا جسم مادی سر و کار دارد.

مثالی از انرژی مکانیکی:اگر دایره را با مدلسازی به ماهواره ای تشبیه کنیم داریم:"ماهواره در مدارهای معین و تندی ثابت دور زمین می‌چرخند، همان‌طور که می‌دانیم نیروی خالصی (نیروی وزن) همواره بر ماهواره وارد می‌شود اما چگونه امکان دارد با وارد شدن نیرو وزن به ماهواره، انرژی جنبشی و شتاب آن ثابت باقی بماند؟
پاسخ:"نیروی خالص وارد بر ماهواره عمود بر جهت جابه جایی است پس کار کل ماهواره صفر است، از طرفی با توجه به قضیه کار و انرژی تغییرات انرژی جنبشی نیز صفر است پس انرژی جنبشی و شتاب ثابت باقی می‌ماند."

## اصل پایستگی انرژی
در یک سامانهٔ منزوی مقدار کل انرژی سامانه پایسته است و در واقع نه انرژی خلق و نه انرژی نابود می‌شود و تنها از شکلی به شکل دیگر منتقل می‌شود؛ تا به امروز نیز هیچ نمونهٔ خاصی از آن گزارش نشده‌است.
پیامد دیگر این قانون این است که ماشین حرکت دائمی تنها هنگامی کار می‌کند که هیچ انرژی‌ای به پیرامون خود ندهد. اگر انرژی‌ای که دستگاه به پیرامون خود می‌دهد بیشتر از انرژی‌ای باشد که می‌گیرد و جرم دستگاه هم ثابت بماند، چنین دستگاهی نمی‌تواند برای همیشه کار کند.

## انرژی جنبشی
یکی دیگر از عواملی که در انرژی مکانیکی تأثیرگذار است، انرژی جنبشی است.
هر جسمی که حرکت می‌کند انرژی دارد و انرژی وابسته به حرکت یک جسم را انرژی جنبشی آن می‌نامیم؛ ضمن اینکه انرژی جنبشی وابسته به جابه جایی نیست بلکه وابسته به سرعت یک جسم دارای حرکت است. هر چه جسم سریع تر باشد انرژی جنبشی آن بزرگتر و انرژی جنبشی اجسام ساکن برابر صفر است.
انرژی جنبشی یک جسم با جرم جسم و مجذور سرعت رابطه مستقیم دارد.
رابطه انرژی جنبشی: 
{\displaystyle K=\left({\frac {1}{2}}\right)mv^{2}}
در این رابطه "m" مقدار جرم جسم (بر حسب یکای SI "کیلوگرم") است و مجذور "v" سرعت یک جسم را نشان می‌دهد (بر حسب یکای فرعی"متر بر ثانیه").

## انرژی پتانسیل
به انرژی ذخیره شده در یک جسم و موقعیت آن نسبت به یک جسم دیگر را انرژی پتانسیل می‌گویند. هنگامی که شما در بالای یک پله ایستاده‌اید، انرژی پتانسیل بیشتری نسبت به زمانی که در سطح پایین‌تری هستید، دارید، زیرا زمین می‌تواند از طریق نیروی گرانشی شما را به سمت پایین بکشد و روند کاری انرژی پتانسیل را برقرار کند.
هنگامی که شما دو آهنربا را جداگانه از هم نگه دارید، انرژی پتانسیل بیشتری نسبت به زمانی که آن‌ها در کنار هم هستند، دارید. همچنین اگر آن‌ها را در مجاورت هم قرار بدهید، آنها به سمت یکدیگر حرکت می‌کنند که در این حرکت هم انرژی پتانسیلی بین این دو آهنربا وجود خواهد داشت.
رابطه انرژی پتانسیل گرانشی: 
{\displaystyle U=mgh}
در این رابطه "m" مقدار جرم جسم (بر حسب یکای SI"کیلوگرم") است."g" نیروی گرانش نسبت به سطح زمین (بر حسب نیوتون بر کیلوگرم) و "h" ارتفاع یک جسم نسبت به سطح مورد نظر ما است. (بر حسب یکای SI "متر")